# Mengler Hill
Mengler Hill är en kulle i Australien. Den ligger i kommunen Barossa och delstaten South Australia, omkring 57 kilometer nordost om delstatshuvudstaden Adelaide. Toppen på Mengler Hill är 450 meter över havet, eller 4 meter över den omgivande terrängen. Bredden vid basen är 0,09 km.
Närmaste större samhälle är Tanunda, nära Mengler Hill.
Trakten runt Mengler Hill består till största delen av jordbruksmark. Runt Mengler Hill är det ganska glesbefolkat, med 32 invånare per kvadratkilometer. Genomsnittlig årsnederbörd är 419 millimeter. Den regnigaste månaden är juli, med i genomsnitt 68 mm nederbörd, och den torraste är december, med 8 mm nederbörd.